# Ádám Nagy
Ádám Nagy (* 17. června 1995, Budapešť, Maďarsko) je maďarský fotbalový záložník a reprezentant, hráč klubu Ferencváros Budapešť.
S Ferencvárosem získal v sezóně 2015/16 titul v nejvyšší maďarské lize Nemzeti bajnokság I.

## Klubová kariéra
- Ferencváros Budapešť (mládež)
- Ferencváros Budapešť 2015–

## Reprezentační kariéra
Ádám Nagy nastupoval v maďarských mládežnických reprezentacích U20 a U21. Zúčastnil se Mistrovství světa hráčů do 20 let 2015 na Novém Zélandu, kde mladí Maďaři vypadli v osmifinále se Srbskem.
V A-mužstvu Maďarska debutoval 7. 9. 2015 v kvalifikačním zápase v Belfastu proti reprezentaci Severního Irska (remíza 1:1).
S maďarským národním týmem slavil v listopadu 2015 postup z baráže na EURO 2016 ve Francii. Německý trenér maďarského národního týmu Bernd Storck jej zařadil do závěrečné 23členné nominace na EURO 2016 ve Francii. Maďaři se ziskem 5 bodů vyhráli základní skupinu F. V osmifinále proti Belgii se po porážce 0:4 rozloučili s turnajem.